# Tipula (Emodotipula) obscuriventris
Tipula (Emodotipula) obscuriventris is een tweevleugelige uit de familie langpootmuggen (Tipulidae). De soort komt voor in het Palearctisch gebied.